# Dickie Dick Dickens
Dickie Dick Dickens var en tysk radioteater av Rolf och Alexandra Becker som producerats i omgångar under 1950- och 1960-talen. Därefter gjordes bearbetningar på bland annat norska och svenska. I den svenska produktionen spelades titelrollen i denna gangsterparodi av Martin Ljung.

## Historik
Serien skrevs för Bayerischen Rundfunk som sände 51 avsnitt mellan 1957 och 1976. Även Radio Bremen och Schweizer Radio und Fernsehen gjorde egna inspelningar.
Sveriges Radios underhållningschef Stig Olin fick höra den norska versionen. 1965–1966 gjordes en svensk radioinspelning i 36 delar med Martin Ljung i huvudrollen som den hårdkokte Chicago-gangstern.  Dessa följdes 1970, 1973 och 1983 av ytterligare delar.

## Röstskådespelare i den svenska radioversionen 1965-66
- Förste berättaren – Lasse O'Månsson
- Andre berättaren – Leif ”Smoke Rings” Anderson
- Dickie Dick Dickens – Martin Ljung
- Effi Marconi – Lena Söderblom och Anita Wall
- Opa Crackle – Artur Rolén
- Bonco – Håkan Serner
- Jim Cooper – Beppe Wolgers
- Harry – Karl-Arne Holmsten
- Jefferson – Nils Eklund
- Josua Benedikt Streubenguss – Georg Årlin
- Maggie Poltingbrook – Inga Gill
- Kommissarie Hillbilly – Toivo Pawlo
- Sergeant Martin – Mille Schmidt
- Inspektör Hillbilly – Ingvar Kjellson
- Mommy Tobo-Dutch – Sif Ruud
- Doktor Summerbird – Ernst-Hugo Järegård
- Topper – Jan-Olof Strandberg
- Överste Barbaros Caradossa – Åke Grönberg
- Bella Cora del Hortini – Julia Cæsar
- Direktören för hotell Excelsior – Manne Grünberger
- Capelli – Sigge Fürst
- Harper – Jan Blomberg
- Bensinstationsföreståndare – Gösta Krantz

## Böckerna
Serien har även givits ut i bokform; i Sverige av B. Wahlströms ungdomsböcker, översatta av Gösta Rybrant.

### Tyska utgåvor
- Dicke Dick Dickens (1959)
- Dickie Dick Dickens gibt kein Fersengeld, (1963)
- Dickie Dick Dickens gegen Chicago (1964)
- Dickie Dick Dickens schlägt Wellen (1986)

### Svenska utgåvor
- Dicke Dick Dickens (1966)
- Dickie Dick Dickens spelar falskt (1967)
- Dickie Dick Dickens förmodar jag (1967)
- Dickie Dick Dickens laddar om (1975)
- Dickie Dick Dickens klarar skivan (1976)